# Honda New Small Concept
El Honda New Small Concept es un Concept Car fabricado por Honda y presentado en el Auto Expo 2010 en Nueva Delhi, India. Se trata de un avance de un nuevo vehículo pequeño para los mercados de la India y Tailandia.
Según la nota de prensa de Honda: "Para el nuevo Honda Small Concept, se adoptó una amplia plataforma con un centro de gravedad estable para crear un tamaño compacto de alta eficiencia, con capacidad para cinco personas en él. Con un diseño exterior energéticamente eficiente, el diseño dinámico del Honda New Small Concept destaca un frontal con guardabarros delanteros".
La producción de un nuevo modelo basado en el New Small Concept estaba programada para 2011.